# Paisatge Protegit de la Sierra del Cuera
El Paisatge Protegit de la Serra del Cuera, és un paisatge integrat a la xarxa d'espais protegits del Principat d'Astúries, abastant un extens territori de la zona Oriental d'Astúries amb boscos, valls, vessants, cims…que s'estenen al llarg d'un terreny que afecta cinc concejos de la comarca: Cabrales, Llanes, El Valle Altu de Peñamellera, El Valle Baḥu de Peñamellera i Ribadedeva. Podria definir-se com un cordal litoral de prop de 40 quilómetros de longitud que s'inicia en el riu Segella i es va estenent prop del mar fins a arribar al riu Deva. De la figura de protecció de Paisatge Protegit està exclòs el sector occidental de la serra, és a dir, la superfície entre el riu Bedón i el Sella.

## Descripció
A aquest Paisatge Protegit que se li coneix comunament com “El Cuera”, és un ecosistema dotat de la seva pròpia fauna i flora.; que delimita dos espais geogràfics amb diferent evolució tant històrica com social: la “marina llanesca” i el “trascuera”. El Cuera és límit entre els concejos de Llanes i Ribadedeva, que se situen al nord, i els concejos de Cabrales, El Valle Altu de Peñamellera i El Valle Baḥu de Peñamellera, que se situen al sud. El perímetre del paisatge protegit és recorregut per carreteres, al nord la carretera la N‐634, recorre la rasa llanisca, i al sud la Regional AS‐114, recorre la vall del Cares pel solc prelitoral. Per la seva banda, transversalment destaquen les carreteres: per l'Est destaca la carretera N-621 que uneix els concejos de Ribadedeva i El Valle Baḥu de Peñamellera,; mentre per l'Oest la regional AS-115, comunica Llanes amb Cabrales a través del Altu de Ortigueru. Es tracta d'una muntanya d'eix allargat i relleu suau generalment branc d'una serralada principal, és a dir, la qual cosa normalment es coneix com a “cordal”. En el cas concret del Cuera es tracta d'un cordal de calcària que discorre en paral·lel a la costa oriental asturiana, sent un exemple de serra litoral en la qual la proximitat al mar modifica les pròpies condicions de la muntanya. Uns 133 quilómetros quadrats de la Serra de Cuera estan inclosos en la figura del paisatge protegit de la Serra de Cuera.

### Geologia
Destaca, des del punt de vista geològic, que la Serra del Cuera tingui un nucli central format per calcàries paleozoiques, les quals s'han vist sotmeses a un intens modelatge càrstic. La plataforma superior del Cuera presenta lapiaces, dolines, uvalas, poljés, valls cegues, avencs entre altres formacions càrstiques. Les formacions cuarcíticas, són escasses i es concentren en les parts baixes d'ambdós vessants sobretot en el vessant septentrional, a causa de la seva prolongació en les amples serres planes de la rasa.
La zona és inhòspita, la qual cosa ha provocat que pràcticament no hi hagi poblament humà, sent destacable, pel seu caràcter únic, el que se situa sobre el vessant meridional, per ser la menys abrupta. Així, el llogaret d'El Mazucu (poble pertanyent al concejo de Llanes, a uns 350 d'altitud, situat en els voltants de la carretera LLN-7. Famós per l'aferrissada batalla que va tenir lloc allí durant la guerra civil del 36) s'atreveix situa en les primeres estribaciones seguint l'esquerda de La Torneria. En canvi, al nord, el pendent que presenta el cordal fa impossible localitzar cap caseriu, concentrant-se la població gairebé en exclusivitat en les rases costaneres.
La seva cota més alta, aconsegueix els 1315 metres, i està representada pel PicTurbina.

### Vegetació
Sens dubte, són les seves característiques geològiques les que determinen fonamentalment la vida vegetal del paisatge protegit de la Serra de Cuera. Les zones calcàries, els forts vessants septentrionals, el pasturatge intensiu i els constants incendis, han deixat sense vida la zona rocosa. Malgrat això, s'observen densos matolls d'argelaga, així com algunes avellanedes. També poden trobar-se antics i degradats boscos de castanyers.
La vida vegetal canvia en depassar els cims el Cuera i entrar a les estretes valls, que alberguen prades i brañas en les quals s'aprecia la presència de freixes, aurons i arç blanc.
Destaca la massa boscosa situada en els vessants per sobre de la Llosa de Viango fins a pràcticament el cim del Pic Turbina. Es tracta d'una fageda eútrofa. En suavitzar-se el relleu en el vessant meridional, apareixen "brañas" i prats, que alternen amb matolls, alzinars i a les zones de litologies silíceas, que se situen més baixes, poden veure's retalls de carbayedes oligótrofes i rebollars.
Existeix dins del paisatge protegit de la Serra de Cuera, espècies vegetals protegides, d'entre les quals cap ha de destacar, la ja esmentada alzina (Quercus ilex), la falguera mascle asturiana, i la falguera dels "colchoneros".

### Fauna
Malgrat l'escassa presència humana a la zona, part dels grans mamífers que van haver de poblar-la en algun moment, tals com el llop, van ser eliminats fa temps. Per això actualment es poden observar a la zona tan sols petits carnívors, com a guineus, martes o gats montés. També existeixen cabirols i Senglar.
De totes maneres, l'interès més gran des del punt de vista de la fauna de la zona, ho tenen els diferents grups de rapaces diürnes com l'Astor, el falcó pelegrí o el Voltor comú. També poden observar-se l'aufrany o l'Àguila daurada, espècies que nidifican a la zona. És molt interessant la presència de certes espècies d'aus com els pela-roques i el Merla roquera.
Destaca també la presència entre els invertebrats d'interès del llimac clapejat. També explica la zona amb més de 20 espècies diferents d'amfibis i rèptils, sent algunes d'elles endèmiques de la península Ibèrica.